# Ouroux-sur-Saône
Ouroux-sur-Saône este o comună în departamentul Saône-et-Loire, Franța. În 2009 avea o populație de 2.962 de locuitori.

## Evoluția populației
| An        | 1975  | 1982  | 1990  | 1999  | 2006  | 2009  |
| --------- | ----- | ----- | ----- | ----- | ----- | ----- |
| Populație | 1.815 | 2.099 | 2.294 | 2.504 | 2.803 | 2.962 |